# 腸内細菌科
腸内細菌科（ちょうないさいきんか、エンテロバクター科）とは、真正細菌の分類上の一グループ。グラム陰性の桿菌であり、通性嫌気性でブドウ糖を発酵して酸とガスを産生する。しばしば腸内細菌（動物の腸内に生育する細菌群）と混同されるが両者は別物である。腸内細菌科に属する細菌には、大腸菌や赤痢菌、サルモネラなど、ヒトや動物の腸内に生息したり（＝腸内細菌の一種である）、腸管感染症の原因になるものが多いが、ペスト菌のように消化管ではなくリンパ節や肺に感染するものも含まれている。ヒトの腸内細菌のうち腸内細菌科は1%未満である。

## 分類体系
腸内細菌科（Family Enterobacteriaceae）は、プロテオバクテリア門（Proteobacteria）、ガンマプロテオバクテリア綱（Gammaproteobacteria）、エンテロバクター目（Enterobacterales）の下位に属する分類群である。
腸内細菌科に属する細菌は、以下のような形態的、生化学的な特徴を有する。
- グラム陰性の桿菌である。
- 通性嫌気性で、ブドウ糖を発酵して酸とガス（二酸化炭素および水素）を産生する。
- 通常培地でよく発育する。
- 鞭毛を持つものが多く、運動性（液体中で泳いで移動することが可能）である。鞭毛を持つものは周毛性（菌体の周囲全体に鞭毛が存在する）である。
- 硝酸塩を還元して亜硝酸にする。
- DNAのGC含量は39-59 mol%。
- 芽胞を形成しない。菌株によっては、莢膜や線毛を持つものがある。

腸内細菌科において以下の属が存在する。菌種については特に代表的なものだけを記載した。
- Arsenophonus
- Biostraticola
- Candidatus Blochmannia
- Brenneria
- Buchnera
- Budvicia
- Buttiauxella
- Cedecea
- Citrobacter
- Cosenzaea
- Cronobacter
- Dickeya
- Edwardsiella
- Enterobacter（エンテロバクター属）
- Erwinia（エルウィニア属：火傷病などの植物病原菌）
- Escherichia（大腸菌属）： E.coli（大腸菌）
- Ewingella
- Gibbsiella
- Hafnia
- Klebsiella（クレブシエラ属）：K. pneumoniae（肺炎桿菌）
- Kluyvera
- Leclercia
- Leminorella
- Lonsdalea
- Mangrovibacter
- Moellerella
- Morganella
- Obesumbacterium
- Pantoea
- Pectobacterium（ペクトバクテリウム属。黒あし病菌）
- Candidatus Phlomobacter
- Phaseolibacter
- Photorhabdus
- Plesiomonas
- Pragia
- Proteus
- Providencia
- Rahnella
- Raoultella
- Saccharobacter
- Salmonella（サルモネラ属）：S. enterica（チフス菌や食中毒性サルモネラを含む）、S. bongori
- Samsonia
- Serratia（セラチア属）：S. marcescens（セラチア菌、霊菌）
- Shigella（赤痢菌属）：S. dysenteriae（志賀赤痢菌）、S. flexneri、S. boydii、S. sonnei
- Shimwellia
- Sodalis
- Tatumella
- Thorsellia
- Trabulsiella
- Wigglesworthia
- Xenorhabdus
- Yersinia（エルシニア属）:Y. pestis（ペスト菌）、Y. pseudotuberculosis（偽結核菌）、Y. enterocolitica（腸炎エルシニア）
- Yokenella

模式属は大腸菌属(Escherichia Castellani and Chalmers 1919)であり、エンテロバクター属(Enterobacter Hormaeche and Edwards 1960)ではない。本来であれば腸内細菌科の学名はEscherichiaceaeとなるはずだが、国際細菌命名規約の例外規定としてエンテロバクター科 (Enterobacteriaceae Rahn 1937) が定められている。

## 腸内細菌と腸内細菌科
腸内細菌科に属する多くの菌種は、その生育環境や病原性の点で、ヒトや動物の腸管と深い関わりを持つ。多くの菌種は、動物の腸管内に生息する腸内細菌として宿主に寄生する。ただし、ヒトや動物の腸内細菌の大部分は、腸内細菌科以外の偏性嫌気性細菌によって構成されており、腸内細菌科に属する菌数が占める割合は1%にも満たない。ヒトの糞便には1グラムあたり、1010-1011個の細菌が存在するが、このうち106-108が腸内細菌科の細菌である。これ以外のほとんどはバクテロイデス Bacteroides属やユーバクテリウム Eubacterium属などの偏性嫌気性菌で占められている。
それにも関わらず「腸内細菌」科（enterobacteriaceae: entero- 消化管の、bacteria 細菌、-ceae 科を表す接尾語）と名付けられた理由は、かつての培養技術では酸素が存在すると死んでしまう偏性嫌気性菌が培養不能であったため、これらの存在が知られておらず、旧来の培養条件でも容易に生育する腸内細菌科の細菌だけが発育したことから、腸内細菌の代表的菌種であると思われていたことに由来する。
なお、生後すぐの乳幼児の腸内は例外的に腸内細菌科が優勢である。大腸菌などが出生直後に腸内に進出し、最初の腸内細菌叢で最優位に立つ。数日経つと嫌気性菌が優勢になり、腸内細菌科は徐々に減衰する。

## 病原性
腸内細菌科の細菌の大部分のものは非病原性であるが、一部のものは病原性であり、しばしば下痢などの症状を伴う腸管感染症の原因になる。このような例として、下痢原性大腸菌（毒素原性大腸菌、腸管出血性大腸菌など）、赤痢菌、食中毒性サルモネラなどがあげられる。また、サルモネラの一種であるチフス菌は腸管に侵入した後、全身感染を起こす。
ただし、腸管細菌科の細菌が関与する疾患は腸管感染症には限らない。ペスト菌のようにリンパ節や肺に感染するものや、肺炎桿菌のように肺に感染するもの、セラチア菌のように日和見感染の原因になるもの、大腸菌による尿路感染症や菌血症など、腸管以外の部位でさまざまな感染症を起こすものが存在する。

## 研究と応用技術
腸内細菌科による疾患には、細菌性赤痢や腸チフスなど、歴史的に広範囲での流行が頻発したものが含まれており、このため真正細菌の中でも、比較的よく研究が進んだものに当たる。中でも、最も研究が進んでいるのは大腸菌であり、最も初期にゲノムの解読が終了した、代表的なモデル生物である。また大腸菌に、作りたいタンパク質をコードする遺伝子を導入して大量に発現させる、タンパク質の大量発現系など、産業的にも応用が行われている。